# Двадесетичетиристен
Двадесетичетиристенът (икоситетраедър) е многостен с двадесет и четири стени.

## Еднообразни многостени
- единадесетоъгълна антипризма
- пресечен голям додекаедър
- додекадодекаедър
- двутриъгълен додекадодекаедър
- пресечен малък звездовиден додекаедър
- хендекаграмична антипризма втора степен
- хендекаграмична антипризма трета степен
- хендекаграмична антипризма четвърта степен
- хендекаграмична антипризма пета степен
- кръстосана хендекаграмична антипризма
- силнокръстосана хендекаграмична антипризма
- съединение от шест тетраедъра със свободно въртене
- съединение от шест тетраедъра
- съединение от два големи додекаедъра
- съединение от два малки звездовидни додекаедъра

## Други многостени
- триделен октаедър
- четириделен хексаедър
- делтоиден икоситетраедър
- петоъгълен икоситетраедър
- додекаграмична дипирамида
- додекаграмичен трапецоедър
- кръстован додекаграмичен трапецоедър
- триувеличен додекаедър
- дисфеноцингулум
- завъртяноудължена шестоъгълна дипирамида
- съединение от голям додекаедър и малък звездовиден додекаедър
- съединение от четири куба
- съединение от три октаедъра